# Presinszky Ferenc
Presinszky Ferenc (Nagycétény, 1908. március 23. – 1970. december 6.) plébános.

## Élete
Veszprémben érettségizett, a teológiát Nagyszombatban végezte.
1934-ben szentelték pappá, előbb Zselízen szolgált káplánként. 1936-1937-ben Alsószerdahelyen szolgált. Ugyanekkor a vágai Szlovenszkói Katolikus Ifjúsági Egyesület helyi vezetője is volt. 1938-ban Ipolyhídvégen szolgált mint plébános és fogadta a bevonuló magyar csapatokat. 1941-ben lelki gyakorlatot végzett.
Haláláig királyrévi plébános.
A KALOT, a római katolikus Leányegyesület, Szívgárda, és a Rózsa füzértársulat elnöke. Tagja volt az Egyesült Magyar Pártnak.